# Hans Uldall
Hans Uldall   (Flensburg, 18 de novembre de 1903 - Coburg, 4 d'octubre de 1983) fou un compositor i director d'orquestra alemany.

## Biografia
Uldall va estudiar composició des de 1923 amb Hugo Kaun a Berlín i a l'Acadèmia Prussiana de les Arts amb Georg Schumann. Des de setembre de 1927, va estudiar direcció de carrera per a Kapellmeister al Conservatori Stern de Berlín amb Rudolf Groß (Gran).
 A més, també va estudiar musicologia a Berlín i Marburg, on es va doctorar el 1928 amb una tesi sobre el concert de piano de l'Escola de Berlín i el seu líder Ph. E. Bach, publicada per Breitkopf & Härtel a Leipzig. El mateix any va publicar articles a la revista sobre musicologia sobre la història primerenca del concert de piano. Va publicar altres articles al mensual "Die Musik", Berlín. Uldall es va incorporar al NSDAP a Berlín el 1928. Uldall es va posar al servei de la propaganda nacionalsocialista i va demanar a les acadèmies de música que convertissin l'estranger romàntic en un soldat que sap manejar l'espasa i la lira.
Va treballar com a director de direcció el 1928/29 a Meiningen i el 1930 a Gera. El 1931 i el 1932 fou consultor musical de la Corporació Estatal de Radiodifusió Danesa a Copenhaguen. El 1933 va tornar a Alemanya per treballar des de mitjan febrer de 1933 fins al 1941 com a consultor musical i director del cor a la ràdio d'Hamburg.
De 1948 a 1959 va treballar com a compositor autònom per al NWDR i el NDR. Va escriure conjunts de música folk, música de metall, obres corals sagrades i laiques, etc. a. Obra, Du Herz der Zeit (himne per a cor masculí i orquestra de vent), obres d'orgue, música de cambra, obres orquestrals (Humoresques d'Hamburg, cap a 1938; Hansische Festmusik, 1941), música de radiofonia per a la ràdio, una òpera alegre en un sol acte Das Dreinarrenspiel amb text de Walter Gättke, música de ballet Constel·lació de Venus. L'estrena de la seva òpera The Dreinarrenspiel va tenir lloc la temporada 1941/42 el 22 de novembre de 1941 al "Landestheater Braunschweig". Les humoresques d'Hamburg d'Uldall van ser interpretades a l'agost de 1952 sota la direcció d'Uldall per l'Orquestra Simfònica d'Hamburg en els concerts de diumenge a l'estiu a la "Planten un Blomen" d'Hamburg.
Del 2001 al 2008, el seu fill Gunnar va ser senador d'economia de la Ciutat Lliure i Hanseàtica d'Hamburg.

## Escrits
- Hans Uldall: Els fonaments ideològics de la nova música. A: Die Musik,[12] 29è any, segona meitat, 1937, pàg. 673–675[13]
- Hans Uldall: La nova música folk. A: Die Musik, 30.Jg., 1. Hj, 1937-1938, pàg. 73